# Соня (королева Норвегії)
Соня Гаральдсен (норв. Sonja Haraldsen; нар. 4 липня 1937, Осло) — королева Норвегії з 17 січня 1991 року, дружина короля Гаральда V.

## Життєпис
Дочка Карла Огаста Гаральдсена і його дружини, Дегні Ульріхсен, виросла в Осло. У 1954 році закінчила середню школу. Навчалася в Oslo yrkesskole професійному пошиттю одягу та костюмів. Закінчила у Лозанні I'Ecole Professionelle des jeines Filles. Після закінчення Осло університету отримала ступінь магістра мистецтв.
У 1959 році вперше зустрілася з кронпринцем Гаральдом. Пара таємно зустрічалася протягом 9 років через запереченя проти «некоролівського» статусу Соні. Після того, як наслідний принц пообіцяв відмовитися від права на престол, якщо не зможе одружитися з нею, батько Гаральда Олаф V проконсультувався з урядом. У результаті пара зіграла весілля 29 серпня 1968 року в Осло. Соня і король Гаральд мають двох дітей: принцесу Марту Луїзу і кронпринца Гокона.

## Королева
Після смерті короля Олафа V 17 січня 1991 року Соня, в 53 роки, стала королевою Норвегії. Вперше Норвегія знайшла королеву після смерті бабусі Гаральда, королеви Мод, в 1938 році (мати Харальда кронпринцеса Марта Шведська померла ще до того, як її чоловік Олаф V вступив на престол) .
У 2005 році королева Соня стала першою королевою, котра відвідала Антарктиду. Вона відкрила норвезьку антарктичну станцію «Троль» на Землі Королеви Мод. Королева прилетіла на одному з транспортних літаків Королівських норвезьких повітряних сил, приземлилися на льотному полі станції.
У 1994 році королева Соня відкривала VI Зимові Паралімпійські ігри.

## Нагороди
- Норвегія — Великий хрест на ланцюзі ордена святого Олафа
- Норвегія — Великий хрест ордена Заслуг
- Норвегія — Медаль Сторіччя Норвезького королівського дому
- Норвегія — Медаль 100-річчя з дня народження Хокона VII
- Норвегія — Медаль в пам'ять Олафа V 30 січня 1991
- Норвегія — Ювілейна медаль Олафа V 1957—1982
- Норвегія — Медаль 100-річчя з дня народження Олафа V
- Норвегія — Орден королівського дому Олафа V
- Норвегія — Орден королівського дому Гаральда V
- Норвегія — Почесний знак норвезького Червоного хреста
- Норвегія — Премія Нансена (1982)
- Норвегія — Золотий почесний знак військового товариства Осло
- Австрія — Велика зірка Пошани перед Австрійською Республікою
- Бельгія — Великий хрест ордена Леопольда I
- Бразилія — Великий хрест ордена Південного Хреста
- Болгарія — Орден «Стара планіна» зі стрічкою
- Данія — Дама ордена Слона
- Естонія — Великий хрест ордена Хреста землі Марії
- Фінляндія — Великий хрест ордена Білої троянди
- Франція — Великий хрест національного ордена Заслуг
- Німеччина — Великий хрест спеціального ступеня ордена «За заслуги перед Федеративною Республікою Німеччина»
- Греція — Великий хрест ордена Спасителя
- Угорщина — Великий хрест ордена Заслуг
- Ісландія — Великий хрест ордена Сокола
- Італія — Великий хрест ордена «За заслуги перед Італійською Республікою»
- Японія — Дама ордена Дорогоцінною корони 1 класу
- Йорданія — Велика зірка ордена Відродження
- Латвія — Великий хрест ордена Трьох зірок
- Литва — Великий хрест ордена Вітовта Великого
- Люксембург — Великий хрест ордена Адольфа Нассау
- Люксембург — Великий хрест ордена Золотого лева Нассау
- Нідерланди — Великий хрест ордена Нідерландського лева
- Нідерланди — Великий хрест ордена Корони
- Нідерланди — Медаль на честь коронації королеви Беатрікс
- Польща — Орден Білого Орла
- Португалія — Великий хрест ордена Христа
- Португалія — Великий хрест на ланцюзі ордена Інфанта дона Енріке
- Португалія — Великий хрест ордена Заслуг
- Іспанія — Великий хрест ордена Карлоса III
- Іспанія — Великий хрест ордена Ізабелли Католички
- Швеція — Дама ордена Серафимів
- Швеція — Медаль 50-річчя короля Швеції Карла XVI Густава
- Словаччина — Орден Подвійного білого хреста 2 класу (26 жовтня 2010)